# Wilfrid Werbeck
Wilfrid Werbeck (* 5. Mai 1929 in Elberfeld; † 10. Januar 2016 in Tübingen) war ein deutscher Kirchenhistoriker und Ordinarius für Kirchengeschichte der Eberhard Karls Universität Tübingen.

## Leben
Wilfrid Werbeck (auch: Wilfridus Werbeck) wurde als Pfarrerssohn in Elberfeld geboren. Er wuchs in Berlin auf, wo er die Zeit der Luftbrücke erlebte. In Berlin begann er mit dem Studium der Ev. Theologie, wechselte allerdings im Jahr 1950 an die Eberhard Karls Universität Tübingen, wo er nach seinem Examen erster Assistent von Gerhard Ebeling wurde. 1956 folgte er Ebeling nach Zürich. Allerdings kehrte er schon 1957 nach Tübingen zurück, wo er mit seiner Familie seinen Lebensmittelpunkt fand und insgesamt 40 Jahre lang wissenschaftlich tätig sein sollte. 1958 promovierte Wilfrid Werbeck über den spätmittelalterlichen Psalmenkommentar des Jacobus Perez von Valencia. Von 1957 bis 1964 war Werbeck im Tübinger Verlag J. C. B. Mohr tätig. Hier wurde auch seine Perez-Studie publiziert. Werbeck übernahm zudem die Redaktion der dritten Auflage des Standardwerks und Handwörterbuchs „Die Religion in Geschichte und Gegenwart (RGG).“ 1964 kehrte er von der Verlagsarbeit an die Universität Tübingen zurück und begann hier mit der Edition des Sentenzenkommentars des Tübinger Theologen Gabriel Biel. 1970 erfolgte die Habilitation, die er der Bielschen Bußtheologie widmete. 1983 wurde Wilfrid Werbeck auf eine Professur an der Universität Tübingen berufen. Der Schwerpunkt seiner wissenschaftlichen Arbeit lag in der Theologiegeschichte des Spätmittelalters und deren Voraussetzungen für die Theologie Martin Luthers.
Wilfrid Werbeck verstarb nach längerer Krankheit und wurde am 22. Januar 2016 auf dem Friedhof in Derendingen beigesetzt. Wilfried Werbeck war verheiratet mit Martha Werbeck geb. Weidtmann (1930–2020). Aus der Ehe gingen drei Kinder hervor.

## Publikationen
- Wilfrid Werbeck: Jacobus Perez von Valencia. Untersuchungen zu seinem Psalmenkommentar, Mohr Tübingen 1959.
- Wilfrid Werbeck: Die Religion in Geschichte und Gegenwart. Registerband, 3. Auflage, Mohr Tübingen 1965.
- Wilfrid Werbeck (1966): Handschriften zum I. Buch von Gabriel Biels Collectorium. In: Geist und Geschichte der Reformation. Festgabe für Hanns Rückert zum 65. Geburtstag. Berlin: de Gruyter, S. 68 f.
- Eberhard Jüngel, Johannes Wallmann, Wilfrid Werbeck (Hrsg.): Verifikationen. Festschrift für Gerhard Ebeling zum 70. Geburtstag. Mohr Siebeck Tübingen 1982.